# 泰爾平尼亞
46°59′14″N 35°25′24″E / 46.98722°N 35.42333°E

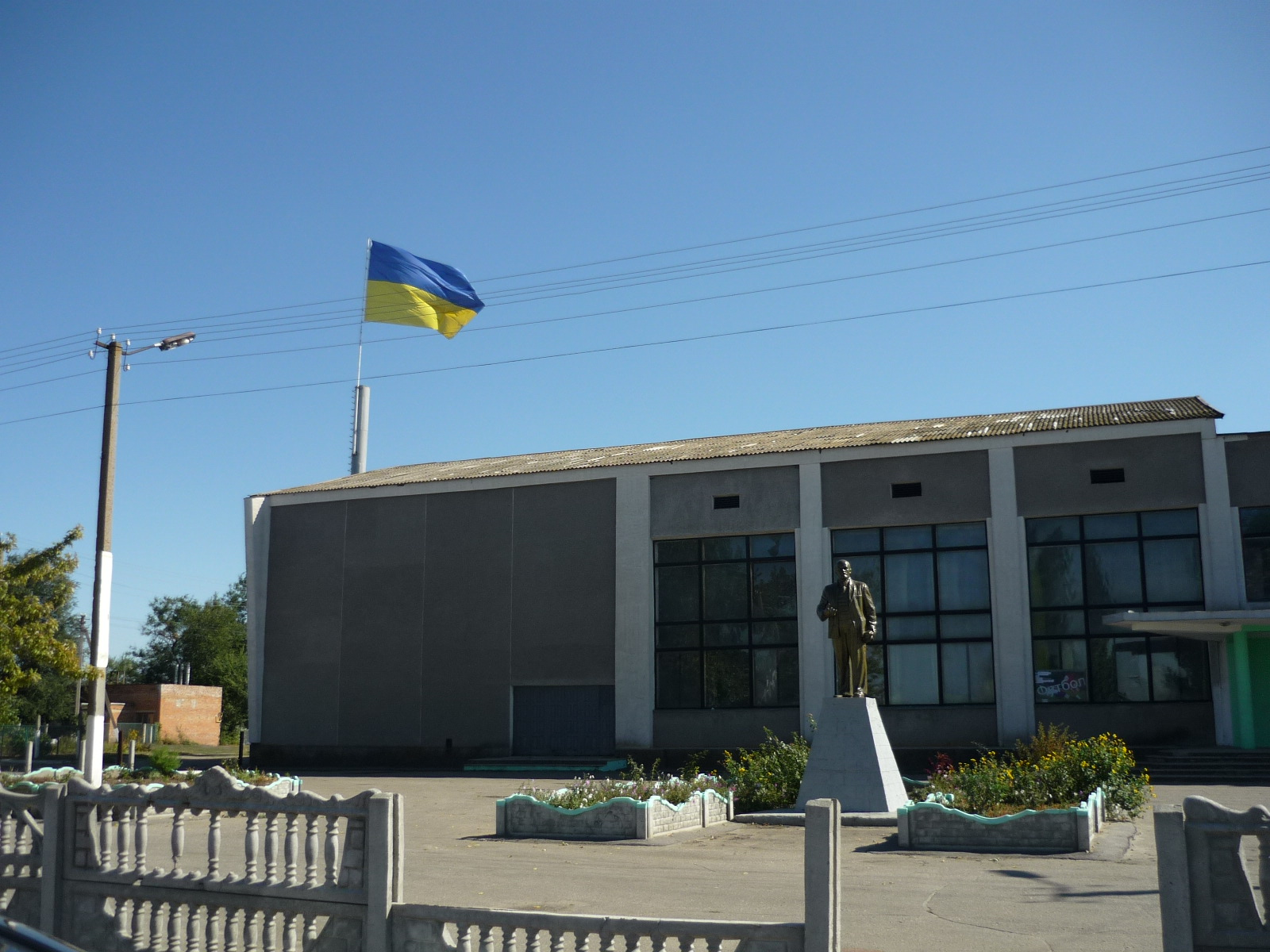

泰爾平尼亞（烏克蘭語：Терпіння）是位於烏克蘭東南部的村莊，由扎波羅熱州梅利托波爾區的泰爾平尼亞市鎮負責管轄。該村處於莫洛奇納河右岸，始建於1795年，面積10.02平方公里，海拔高度31米，2001年人口4,854。